# Čelkova Lehota
Čelkova Lehota es un municipio del distrito de Považská Bystrica en la región de Trenčín, Eslovaquia, con una población estimada a final del año 2024 de 160 habitantes.
Se encuentra ubicado al norte de la región, cerca del río Váh (cuenca hidrográfica del Danubio) y de la frontera con República Checa y con la región de Žilina.

## Demografía
| Año        | 1994 | 2004    | 2014    | 2024     |
| ---------- | ---- | ------- | ------- | -------- |
| Población  | 139  | 146     | 141     | 160      |
| Diferencia |      | +5,03 % | −3,42 % | +13,47 % |

| Año        | 2023 | 2024    |
| ---------- | ---- | ------- |
| Población  | 157  | 160     |
| Diferencia |      | +1,91 % |